# المهرجان الوطني لمسرح الهواة لمدينة مستغانم
المهرجان الوطني لمسرح الهواة لمدينة مستغانم هو تظاهرة ثقافية عريقة على المستويين الإفريقي والعربي حيث شكل ظهوره لأول مرة في خريف 1967 منعرج جديد في مجال الخريطة الثقافية للجزائر المستقلة من خلال بروز منبر للتعبير الفني الحر والمتميز بفضل نخبة من الوطنيين الدين تشبعوا بمفاهيم الحركة الوطنية السائدة في صفوف الكشافة الإسلامية الجزائرية.
تتميز هذه التظاهرة كونها نابعة من الأوساط الشعبية التي ساندت واحتضنت المهرجان مند الطبعات الأولى بعيدا عن الإطار الإداري والسياسي.حيث ساهم في استمرارية المهرجان مجموعة من محبي المسرح وفي مقدمتهم الجيلالي بن عبد الحليم فضلا عن أعضاء من فوج الفلاح للكشافة الإسلامية ونقابة المبادرة والسياحة لمدينة مستغانم.لقد واجه المهرجان الوطني لمسرح الهواة خلال مسيرته مند أول دورة سنة 1967العديد من المشاكل والصعوبات المالية غير ان عزيمة وإرادة الطبقات الشعبية والمنظمين حالت دون توقف التظاهرة.
عرف المهرجان عدة محطات هامة خلال المسيرة التنظيمية منها مساهمة الكشافة الإسلامية إلى جانب نقابة المبادرة والسياحة في الإشراف على التنظيم مند الطبعات الأولى
في طابع جمعوي إلى غاية بداية السبعينيات وبعدها تولى الاتحاد الوطني للشبيبة الجزائرية مهمة تنظيم المهرجان تحت غطاء حزب جبهة التحرير الوطني إلى غاية سنة 1990.
تاريخ ميلاد قانون الجمعيات وحاليا يسير المهرجان تحت رعاية وزارة الثقافة في سياق استحداث المحافظات الثقافية ويشرف على المهرجان السيد نواري محمد محافظ للمهرجان رفقة نخبة من الإطارات المؤهلة منهم السيد بودان محمد

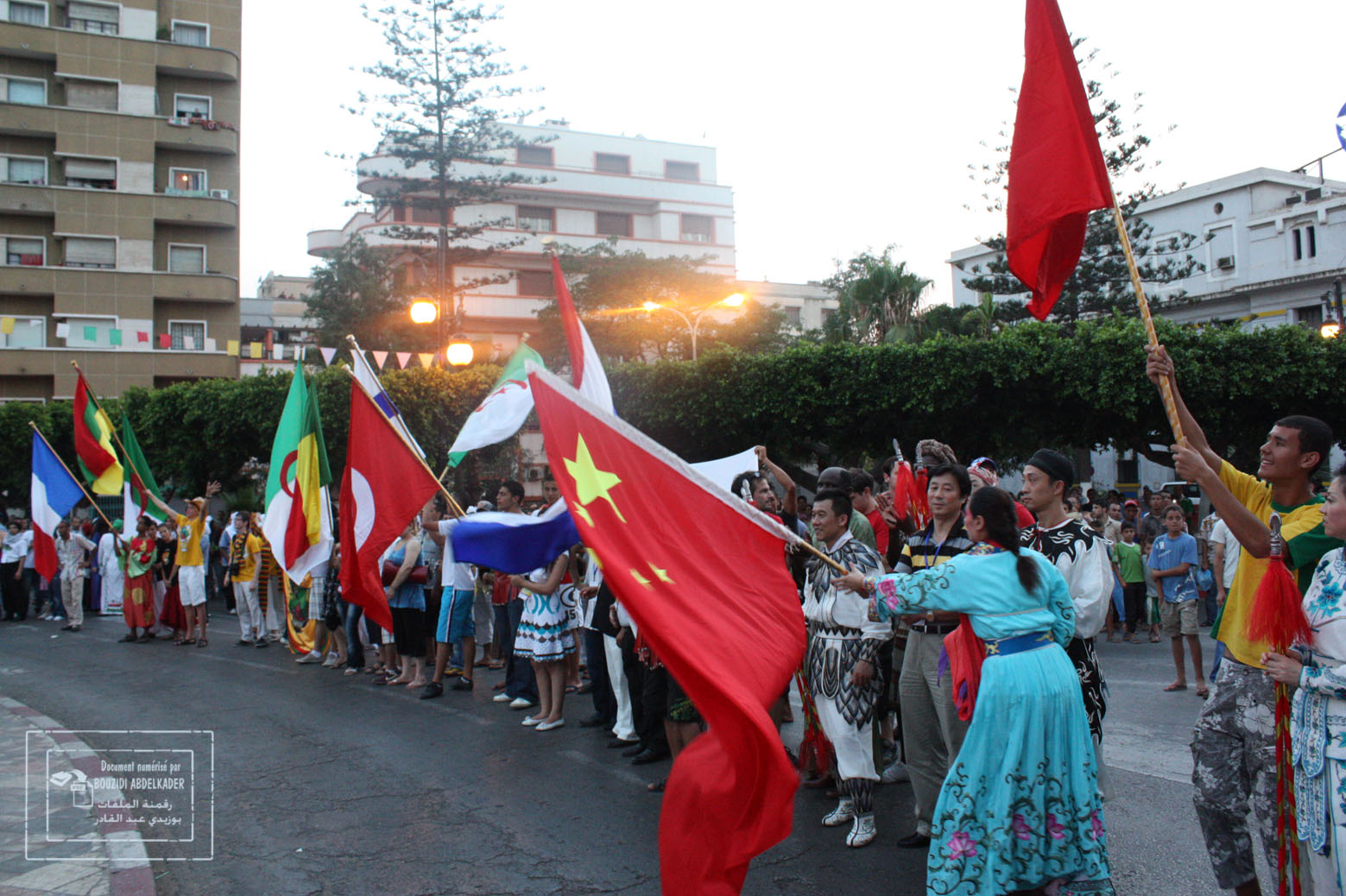
Cérimonie 43 edition 2010- fnta